# Hazzanu
Hazzanu – miejscowość w Syrii, w muhafazie Idlib. W 2004 roku liczyła 2593 mieszkańców.